# Liste der Kulturdenkmale in Niederpoyritz
Die Liste der Kulturdenkmale in Niederpoyritz umfasst die Kulturdenkmale der Dresdner Gemarkung Niederpoyritz. Die Gemarkung Niederpoyritz liegt komplett im Denkmalschutzgebiet Elbhänge (in Kraft gesetzt am 28. März 1997).
Die Anmerkungen sind zu beachten.
Diese Liste ist eine Teilliste der Liste der Kulturdenkmale in Dresden. 

Diese Liste ist eine Teilliste der Liste der Kulturdenkmale in Sachsen.

## Legende
- Bild: Bild des Kulturdenkmals, ggf. zusätzlich mit einem Link zu weiteren Fotos des Kulturdenkmals im Medienarchiv Wikimedia Commons. Wenn man auf das Kamerasymbol klickt, können Fotos zu Kulturdenkmalen aus dieser Liste hochgeladen werden:
- Bezeichnung: Denkmalgeschützte Objekte und ggf. Bauwerksname des Kulturdenkmals
- Lage: Straßenname und Hausnummer oder Flurstücknummer des Kulturdenkmals. Die Grundsortierung der Liste erfolgt nach dieser Adresse. Der Link (Karte) führt zu verschiedenen Kartendiensten mit der Position des Kulturdenkmals. Fehlt dieser Link, wurden die Koordinaten noch nicht eingetragen. Sind diese bekannt, können sie über ein Tool mit einer Kartenansicht einfach nachgetragen werden. In dieser Kartenansicht sind Kulturdenkmale ohne Koordinaten mit einem roten bzw. orangen Marker dargestellt und können durch Verschieben auf die richtige Position in der Karte mit Koordinaten versehen werden. Kulturdenkmale ohne Bild sind an einem blauen bzw. roten Marker erkennbar.
- Datierung: Baubeginn, Fertigstellung, Datum der Erstnennung oder grobe zeitliche Einordnung entsprechend des Eintrags in der sächsischen Denkmaldatenbank
- Beschreibung: Kurzcharakteristik des Kulturdenkmals entsprechend des Eintrags in der sächsischen Denkmaldatenbank, ggf. ergänzt durch die dort nur selten veröffentlichten Erfassungstexte oder zusätzliche Informationen
- ID: Vom Landesamt für Denkmalpflege Sachsen vergebene, das Kulturdenkmal eindeutig identifizierende Objekt-Nummer. Der Link führt zum PDF-Denkmaldokument des Landesamtes für Denkmalpflege Sachsen. Bei ehemaligen Kulturdenkmalen können die Objektnummern unbekannt sein und deshalb fehlen bzw. die Links von aus der Datenbank entfernten Objektnummern ins Leere führen. Ein ggf. vorhandenes Icon  führt zu den Angaben des Kulturdenkmals bei Wikidata.

## Liste der Kulturdenkmale in Niederpoyritz
| Bild                                    | Bezeichnung | Lage                                      | Datierung                                                                                                | Beschreibung | ID       |
| --------------------------------------- | --- | ----------------------------------------- | --- | --- | -------- |
| Direkt Bild zu diesem Denkmal hochladen | Denkmalschutzgebiet Elbhänge | (Karte)                                   | | von ortsbildprägender, landschaftsgestaltender Bedeutung und damit von indifikationsbildender Wirkung | 09305812 |
|                                         | Wohnhaus mit Anbau und Einfriedung in offener Bebauung                                                                            | Eugen-Dieterich-Straße 1 (Karte)          | 18. Jh. (Wohnhaus)                                                                                       | zweigeschossiger Putzbau mit Krüppelwalmdach und Traufgesims, wohl ehemaliges Winzerhaus, als Zeugnis der ländlichen Architektur seiner Zeit baugeschichtlich und in unmittelbarer Nähe zum Rittergut Niederpoyritz ortsgeschichtlich von Bedeutung | 09211506 |
|                                         | Rittergut Niederpoyritz (Sachgesamtheit)                                                                                          | Eugen-Dieterich-Straße 5; 7; 8; 9 (Karte) | 1832–1839 (Rittergut), 1832–1839 (Sachgesamtheit)                                                        | Sachgesamtheit mit Remise und Lagergebäude (Eugen-Dieterich-Straße 5), Brauerei (Eugen-Dieterich-Straße 7) und Mälzerei (Eugen-Dieterich-Straße 9), Gebäude heute anderweitig genutzt (Einzeldenkmale ID-Nr. 09211504) sowie Fundamenten und Ruinenresten der so genannten Schlossvilla (Eugen-Dietrich-Straße 8), rückwärtigen Gebäuden und Einfriedungs- bzw. Stützmauern (als Sachgesamtheitsteile); bau- und ortsgeschichtlich bemerkenswertes Ensemble. | 09211490 |
|                                         | Einzeldenkmale der Sachgesamtheit Rittergut Niederpoyritz: Remise und Lagergebäude (Nr. 5), Brauerei (Nr. 7) und Mälzerei (Nr. 9) | Eugen-Dieterich-Straße 5; 7; 9 (Karte)    | bezeichnet 1832 (Remise), bezeichnet 1835 (Lagergebäude), bezeichnet 1839 (Brauerei), um 1840 (Mälzerei) | Gebäude werden heute anderweitig genutzt, architektonisch beeindruckende Zweckbauten aus dem zweiten Viertel des 19. Jahrhunderts, baugeschichtlich bedeutend, zudem als Teile des einstigen Rittergutes ortshistorisch von Belang (Einzeldenkmale zu ID-Nr. 09211490) | 09211504 |
|                                         | Wohnhaus in offener Bebauung | Eugen-Dieterich-Straße 6 (Karte)          | 1876 (Wohnhaus)                                                                                          | Putzbau mit Krüppelwalmdach und Traufgesims, Handwerkerhaus, als Zeugnis der ländlichen Architektur seiner Zeit baugseschichtlich und in unmittelbarer Nähe zum Rittergut Niederpoyritz ortsgeschichtlich von Bedeutung | 09211505 |
|                                         | Mietvilla mit Einfriedung | Eugen-Dieterich-Straße 16 (Karte)         | um 1885 (Mietvilla)                                                                                      | historistischer Wohnbau des ausgehenden 19. Jahrhunderts, mit Horizontalgliederung, Eckbetonungen und Fensterüberdachung vor allem in Anlehnung an die Renaissance gestaltet, baugeschichtlich von Bedeutung | 09211503 |
|                                         | Wohnhaus in offener Bebauung | Laubegaster Straße 42 (Karte)             | bezeichnet 1785 (Wohnhaus)                                                                               | Gebäude mit Krüppelwalmdach und Schleppgauben, Obergeschoss Fachwerk, nahezu vollständige Verbretterung, straßenseitiger Giebel verputzt, als Beispiel der ländlichen Architektur seiner Zeit baugeschichtlich und ortsgeschichtlich von Bedeutung | 09211497 |
|                                         | Kleines Wohnhaus in offener Bebauung                                                                                              | Laubegaster Straße 42c (Karte)            | 19. Jh. (Wohnhaus)                                                                                       | schlichter Putzbau mit Giebelgaube, profilierten Fensterfaschen und Okulus im Giebel, als zeittypisches Beispiel der ländlichen Architektur ortsgeschichtlich von Bedeutung | 09211498 |
|                                         | Wohnhaus in offener Bebauung mit hölzernem Vorhaus                                                                                | Laubegaster Straße 42d (Karte)            | 1893 (Wohnhaus)                                                                                          | Putzbau mit Satteldach und rückwärtiger Giebelgaube, hölzernem Vorhaus sowie Eckquaderung und Natursteinfaschen als besondere Gestaltungselemente, charakteristisches Beispiel der Architektur des beginnenden Historismus und Beispiel der allmählichen Verstädterung ländlich geprägter Siedlungen, baugeschichtlich und ortsentwicklungsgeschichtlich von Bedeutung | 09211523 |
|                                         | Wohnhaus mit Anbau (Wirtschaftstrakt)                                                                                             | Laubegaster Straße 43 (Karte)             | um 1850 (Wohnhaus)                                                                                       | auffällig sind die beidseitigen Treppengiebel, charakteristischer, eher schlichter Bau aus der Mitte des 19. Jahrhunderts, Anwesen baugeschichtlich und stadtentwicklungsgeschichtlich bedeutend, zudem mit seinem ortsbildprägenden Giebeln landschaftsgestaltend von Belang | 09211508 |
|                                         | Wohnhaus in offener Bebauung (Krüppelwalm und traufseitiges Zwerchhaus)                                                           | Pappritzer Weg 1 (Karte)                  | 18. Jh. (Wohnhaus)                                                                                       | Obergeschoss Fachwerk, Krüppelwalmdach und traufseitiges Zwerchhaus, als Zeugnis der ländlichen Architektur baugeschichtlich und ortsgeschichtlich von Bedeutung | 09211515 |
| Direkt Bild zu diesem Denkmal hochladen | Straßenbegleitende Stützmauer | Pillnitzer Landstraße                     | 18./19. Jh. (Bodenrelief)                                                                                | Straßenbegleitende Stützmauer | 09211499 |
| Weitere Bilder                          | Erbgerichtsklause; Fährhaus: Gasthaus und Fährhaus mit Hochwassermarke                                                            | Pillnitzer Landstraße 170 (Karte)         | M. 19. Jh. (Gasthaus)                                                                                    | Putzbau mit Zwerchgiebel sowie angebautes Fährhaus mit Satteldach, markantes bauliches Ensemble, ortsgeschichtlich und ortsbildprägend von Bedeutung | 09211522 |
| Weitere Bilder                          | Mietshaus in offener Bebauung (aufwendiges Tor in dazugehöriger Stützmauer)                                                       | Pillnitzer Landstraße 187 (Karte)         | um 1900 (Villa)                                                                                          | zeittypischer Putzbau mit Mittelrisalit und Krüppelwalm, Eckquaderungen, Gurtgesims und die Ansicht prägenden Stuckmedaillons im ersten Obergeschoss, markantes Beispiel der Zeit um 1900, baugeschichtlich und ortsentwicklungsgeschichtlich von Bedeutung | 09211491 |
| Weitere Bilder                          | Wohnhaus mit aufwendigem Eingangstor, in offener Bebauung                                                                         | Pillnitzer Landstraße 195 (Karte)         | 1721-1722 (Wohnhaus)                                                                                     | teilweise erhaltene Innenfachwerkwände deuten auf ein höheres Alter im Kern, ansonsten traufständiger schmaler Putzbau mit Satteldach, Zwillingsfenstern, wenigem Fassadenschmuck, als Zeugnis der ländlichen Architektur seiner Zeit baugeschichtlich und ortsgeschichtlich von Bedeutung | 09211492 |
|                                         | Villa | Pillnitzer Landstraße 203 (Karte)         | um 1890 (Villa)                                                                                          | Putzbau in exponierter Lage mit Anklängen an den Schweizerstil, an der Vorderfront übergiebelter Mittelrisalit mit Holzveranda, Satteldach, alle Giebeln mit Holzverkleidungen, durch seine Lage erhabener Bau, baugeschichtlich von Bedeutung | 09211494 |
| Weitere Bilder                          | Kleines Fachwerkhaus in offener Bebauung                                                                                          | Pillnitzer Landstraße 205 (Karte)         | 18. Jh. (Wohnhaus)                                                                                       | giebelständiger Bau mit Krüppelwalm und Schleppdach, als ältestes Wohnhaus des Ortes Zeugnis der ländlichen Architektur und Lebensweise baugeschichtlich und ortsgeschichtlich von Bedeutung | 09211509 |
|                                         | Wohnhaus mit Anbau und Einfriedung, in offener Bebauung                                                                           | Pillnitzer Landstraße 210 (Karte)         | bezeichnet 1873 (Wohnhaus), bezeichnet 1888 (Anbau)                                                      | eingeschossiger Putzbau mit Zwerchhaus, charakteristisches Beispiel der beginnenden Verstädterung Ende des 19. Jahrhunderts, baugeschichtlich und ortsentwicklungsgeschichtlich von Bedeutung | 09211520 |
|                                         | Wohnhaus mit verbrettertem Fachwerkobergeschoss                                                                                   | Pillnitzer Landstraße 212 (Karte)         | Anfang 19. Jh. (Wohnhaus)                                                                                | zweigeschossiger, traufständiger Bau mit Satteldach, massivem Erdgeschoss und verbrettertem Fachwerkobergeschoss, Zugang aufgrund der Topographie unterhalb des Straßenniveaus, als Zeugnis der überkommenen Dorfstruktur und der ländlichen Architektur baugeschichtlich und ortsentwicklungsgeschichtlich von Bedeutung | 09213105 |
| Weitere Bilder                          | Wohnhaus in offener Bebauung | Pillnitzer Landstraße 221 (Karte)         | bezeichnet 1674 (Wohnhaus)                                                                               | Putzbau mit Walmdach, Natursteinsockel, traufseitigen Fledermausgaupen, giebelseitigen Schleppgaupen und Fensterläden, in seiner heutigen Form typischer, traditioneller Bau um 1935, historischer Standort eines Presshauses, baugeschichtlich und ortsgeschichtlich von Bedeutung | 09211510 |
| Weitere Bilder                          | Schlosskelterei Pillnitz | Pillnitzer Landstraße 222 (Karte)         | bezeichnet 1946 (Kelterei), bezeichnet 1948 (Toreinfahrt)                                                | Ehemalige Kelterei; traditionell gestalteter, giebelständiger Bau mit hohem Satteldach und Rundbogentor, elbseitiges Nebengebäude und daran angebautes Tor, weitestgehend ursprünglich erhaltenen Anwesen mit Seltenheitswert auf dem Stadtgebiet von Dresden, baugeschichtlich und ortsgeschichtlich bedeutend. | 09211511 |
|                                         | Wohnhaus (Umgebinde) mit Nebengebäude, in offener Bebauung                                                                        | Pillnitzer Landstraße 224 (Karte)         | 1751 (Fundament), 1984 (Rekonstruktion)                                                                  | giebelständiger Fachwerkbau ohne Anbau, repräsentative Schauseite mit Andreaskreuzen, massives, giebelständiges Nebengebäude mit Satteldach und Zwillingsfenstern, gelungene Rekonstruktion um 1985, straßenbildprägend von Bedeutung | 09211512 |
| Weitere Bilder                          | Wohnhaus mit Fachwerkobergeschoss und Andreaskreuzen                                                                              | Pillnitzer Landstraße 226 (Karte)         | M. 18. Jh. (Wohnhaus)                                                                                    | giebelständiger Fachwerkbau ohne Anbau, ehemals Umgebindehaus, mit für Dresden seltenen Andreaskreuzen, als Zeugnis der überkommenen Dorfstruktur baugeschichtlich und ortsentwicklungsgeschichtlich von Bedeutung | 09216790 |
|                                         | Wohnhaus mit verbrettertem Fachwerkobergeschoss                                                                                   | Pillnitzer Landstraße 230 (Karte)         | A. 19. Jh. (Wohnhaus)                                                                                    | traufständiger, verbretterter Fachwerkbau, als Zeugnis der überkommenen Dorfstruktur baugeschichtlich und ortsentwicklungsgeschichtlich von Bedeutung | 09216791 |
| Weitere Bilder                          | Oberer Gasthof | Pillnitzer Landstraße 239 (Karte)         | bezeichnet 1899 (Gasthof)                                                                                | Gasthof; repräsentativ gestaltetes, historisierendes Gaststättengebäude mit aufwendigem Fassadenschmuck, unter anderem zwei Ecktürmchen, als Zeugnis der Architektur um 1900 von architekturhistorischem Wert, als Niederpoyritzer Gasthof ortsgeschichtlich bedeutend, zudem auch von Bedeutung für das Ortsbild | 09211513 |
|                                         | Wohnhaus in Ecklage und offener Bebauung (Inschrifttafel)                                                                         | Pillnitzer Landstraße 243 (Karte)         | bezeichnet 1838 (Wohnhaus)                                                                               | Putzbau über winkeligem Grundriss, Inschrifttafel am straßenseitigen Giebel, als Zeugnis der überkommenen Dorfstruktur baugeschichtlich von Bedeutung | 09211507 |
| Weitere Bilder                          | Wohnhaus in Form eines Zweiseithofes mit kleinem Taubenhaus und Lattenzaun                                                        | Pillnitzer Landstraße 253 (Karte)         | bezeichnet 1852 (Bauernhaus)                                                                             | Wohnhaus mit Zwillingsfenstern und Staffelgiebel, Schlussstein bezeichnet, repräsentative Anlage, als Zeugnis der Architektur seiner Zeit baugeschichtlich und ortsgeschichtlich von Bedeutung | 09211516 |
|                                         | Weingut (ehem.) | Pillnitzer Landstraße 254 (Karte)         | bezeichnet 1743 (Wohnhaus)                                                                               | Wohnhaus, zwei Wirtschaftsgebäuden (das südöstliche mit Scheunentrakt und Weinkeller, das nordwestliche u. a. mit Waschhaus), dazu Hofpflaster, Toranlage und Lattenzaun; bemerkenswert geschlossene Anlage des 18. Jahrhunderts, Hauptgebäude mit Sandsteinquadermauerwerk, Krüppelwalmdach, markanten Gaupen und Segmentbogenportal, gestalterisch hervorgehoben, innen Kreuzgratgewölbe, bauhistorisch und stadtentwicklungsgeschichtlich bedeutsam, Weingut in dieser Ursprünglichkeit singulär zwischen Loschwitz und Pillnitz | 09211500 |
| Direkt Bild zu diesem Denkmal hochladen | Wohnhaus und seitliche Terrasse mit Sandsteinverblendung                                                                          | Pillnitzer Landstraße 255 (Karte)         | 1906 | Erhöht am Hang gelegen, charakteristisches Beispiel der Reformarchitektur nach 1900, nach Entwurf des lokal bedeutsamen Architekten Oskar Menzel errichtet, baugeschichtlich bedeutend | 09307223 |
|                                         | Postgebäude | Pillnitzer Landstraße 256 (Karte)         | um 1890 (Post)                                                                                           | zeittypischer historisierender Bau eines staatlichen Unternehmens der Gründerzeit/Kaiserzeit, die Straßenfronten von Zierrat belebt, mit den weiten Dachüberständen auch in Anlehnung an den Schweizerhausstil gestaltet, baugeschichtlich und ortsgeschichtlich bedeutend | 09211501 |
|                                         | Mietshaus in offener Bebauung | Pillnitzer Landstraße 258 (Karte)         | bezeichnet 1897 (Mietshaus)                                                                              | historisierender Putzbau mit Mansardwalmdach, Mittelrisalit und Eckquaderung als zeittypische Gestaltungselemente, charakteristischer Bau der Zeit um 1900, baugeschichtlich von Bedeutung, als Zeugnis der Verstädterung Niederpoyritz auch stadtentwicklungsgeschichtlich von Belang | 09211518 |
|                                         | Mietvilla mit Einfriedung und hölzerner Gartenlaube                                                                               | Pillnitzer Landstraße 264 (Karte)         | 1902 (Mietvilla)                                                                                         | historisierender Putzbau mit Krüppelwalmdach, übergiebeltem Mittelrisalit und Zierfachwerk im Dachgeschoss, als charakteristisches Beispiel der Architektur um 1900 und als Zeugnis der beginnenden Verstädterung Niederpoyritz baugeschichtlich und ortsentwicklungsgeschichtlich von Bedeutung | 09211519 |
|                                         | Gustavheim: Altenheim mit Garten und Einfriedungsmauer                                                                            | Pillnitzer Landstraße 273 (Karte)         | 1887 (ältere Gebäude)                                                                                    | gestalterisch markantes Ensemble aus zwei Gebäuden mit Verbindungstrakt, der ältere Teil mit Turmanbau und zurückhaltend historisierender Fassade, die Verbretterung von Giebeln und Gaupen in Anlehnung an Badarchitektur der Zeit, das jüngere Gebäude im versachlichten Stil der 1920er Jahre mit expressionistischen Reliefs in den Gaupengiebeln, gut erhaltenes Beispiel für einen Garten in den regelmäßigen Gestaltungsformen der Moderne, im Zusammenhang mit dem als Altenheim errichteten/umgebauten Gebäudekomplex von Seltenheitswert, ortsgeschichtlich, baugeschichtlich, gartengeschichtlich und künstlerisch bedeutend, zudem von Belang für Ortsbild; im Garten Büste von Gustav Prinz Wasa (1799–1877) und Königin Carola (1833–1907). | 09211521 |
|                                         | Niederpoyritzer Schule | Plantagenweg 3 (Karte)                    | 1894–1896 (Schule)                                                                                       | Ehemalige Schule; historisierender Bau mit Gurtgesims, beidseitig Schleppgauben, für den ländlichen Raum typischer Schulbau, ehemals mit Lehrerwohnung im Obergeschoss, ortsgeschichtlich und sozialgeschichtlich von Bedeutung | 09211514 |
|                                         | Mietvilla | Rockauer Straße 2 (Karte)                 | um 1890 (Mietvilla)                                                                                      | zweigeschossiger Putzbau am Hang errichtet, flach geneigtes Dach, markantes Rundbogenfenster und zwei seitliche Erker zur Straßenseite, baugeschichtlich von Bedeutung und als Wohnhaus von Dr. Karl Dieterich (1869–1920), einer der beiden Direktoren der Chemischen Fabrik Helfenberg A.G. und Sohn von Eugen Dieterich (1840–1904), ortsgeschichtlich und personengeschichtlich bedeutend. | 09216793 |
|                                         | Musenalm | Staffelsteinstraße 31; 33 (Karte)         | bezeichnet 1903 (Villa)                                                                                  | Villa, Belvedere, Stützmauer und Gartengrundstück; charakteristischer Bau der Reformarchitektur nach 1900, baugeschichtlich bedeutend, als Wohn- und Wirkungsstätte der Maler Andreas und Hanns Herzing personengeschichtlich von Belang | 09216794 |
|                                         | Weinbergshaus und Landhaus Klien                                                                                                  | Wachwitzer Bergstraße 14b; 14c (Karte)    | 1932 (Wohnhaus), 1926 (Weinberghaus)                                                                     | Weinbergshaus (1926) mit größerem Nebengebäude (1932); charakteristische traditionelle Bauten ihrer Zeit, ersteres gehört zum Werk des lokal bedeutenden Architekten Kurt Bärbig, baugeschichtlich und künstlerisch bedeutend | 09211496 |

## Ehemalige Kulturdenkmale
| Bild           | Bezeichnung | Lage                              | Datierung | Beschreibung               | ID |
| -------------- | ----------- | --------------------------------- | --------- | -------------------------- | -- |
| Weitere Bilder | Wohnhaus    | Pillnitzer Landstraße 199 (Karte) |           | Wohnhaus mit Seitengebäude |    |
|                | Wohnhaus    | Pillnitzer Landstraße 255 (Karte) |           |                            |    |
|                | Wohnhaus    | Laubegaster Straße 42b (Karte)    |           |                            |    |

## Ausführliche Denkmaltexte
1. ↑  
Der beeindruckende Bau der „Schlosskelterei Pillnitz“ wurde 1946 gebaut, das Tor zum Hof und das damit verbundene rückwärtige Gebäude offensichtlich zwei Jahre später (nach Datierung 1948 am Tor). Möglicherweise zogen sich die Arbeiten insgesamt bis 1949 hin. Das Anwesen, eine ehemalige Kelterei, diente der Apfelsaftproduktion. Darüber hinaus gab es einen kleinen landwirtschaftlichen Betrieb mit Tieren. Im vorderen Teil des zweigeschossigen Keltereigebäudes mit hohem Satteldach und Rundbogentor zur Straße befanden sich ein Heuboden, in dem das Tierfutter untergebracht war, und ein Lager. Auf der Seite zur Elbe waren die Wohnräume untergebracht. Der Bau wird durch Fensterläden, Profilierungen insbesondere unter der Traufe, eine bogenförmige Öffnung an der Längsseite und das bereits erwähnte Tor belebt. Bei dem Anwesen handelt es sich um einen traditionell gestalteten, noch ländlichen Bau aus der Mitte des 20. Jahrhunderts mit hohem gestalterischen Anspruch der sich zudem weitestgehend ursprünglich erhalten hat. In seiner Form besitzt er Seltenheitswert auf dem Stadtgebiet von Dresden. Abgesehen davon erinnert das ab 1946 errichtete Gebäude an eine bemerkenswerte Wiederaufbauleistung schon kurz nach dem Zweiten Weltkrieg und an einen wichtigen Abschnitt der Ortsgeschichte. Zudem bildet es einen wesentlichen Bestandteil des noch mit mehreren giebelständigen Häusern zu mindestens in Teilen erhaltenen Dorfkerns von Niederpoyritz.